# بيتر شولتس (قانوني)
بيتر شولتس (بالألمانية: Peter Schulz)‏ (و. 1930 – 2013 م) هو قانوني، وسياسي، ومحامي ألماني، ولد في روستوك، كان عضوًا في الحزب الديمقراطي الاجتماعي الألماني، توفي في هامبورغ، عن عمر يناهز 83 عاماً.

## مناصب
تولى منصب عمدة هامبورغ ‏
- عمدة
- عضو البرلمان هامبورغ ‏

.

## التعليم
تعلم في جامعة هامبورغ
.

## روابط خارجية
- بيتر شولتز على موقع مونزينجر (الألمانية)